# Pedro Yáñez

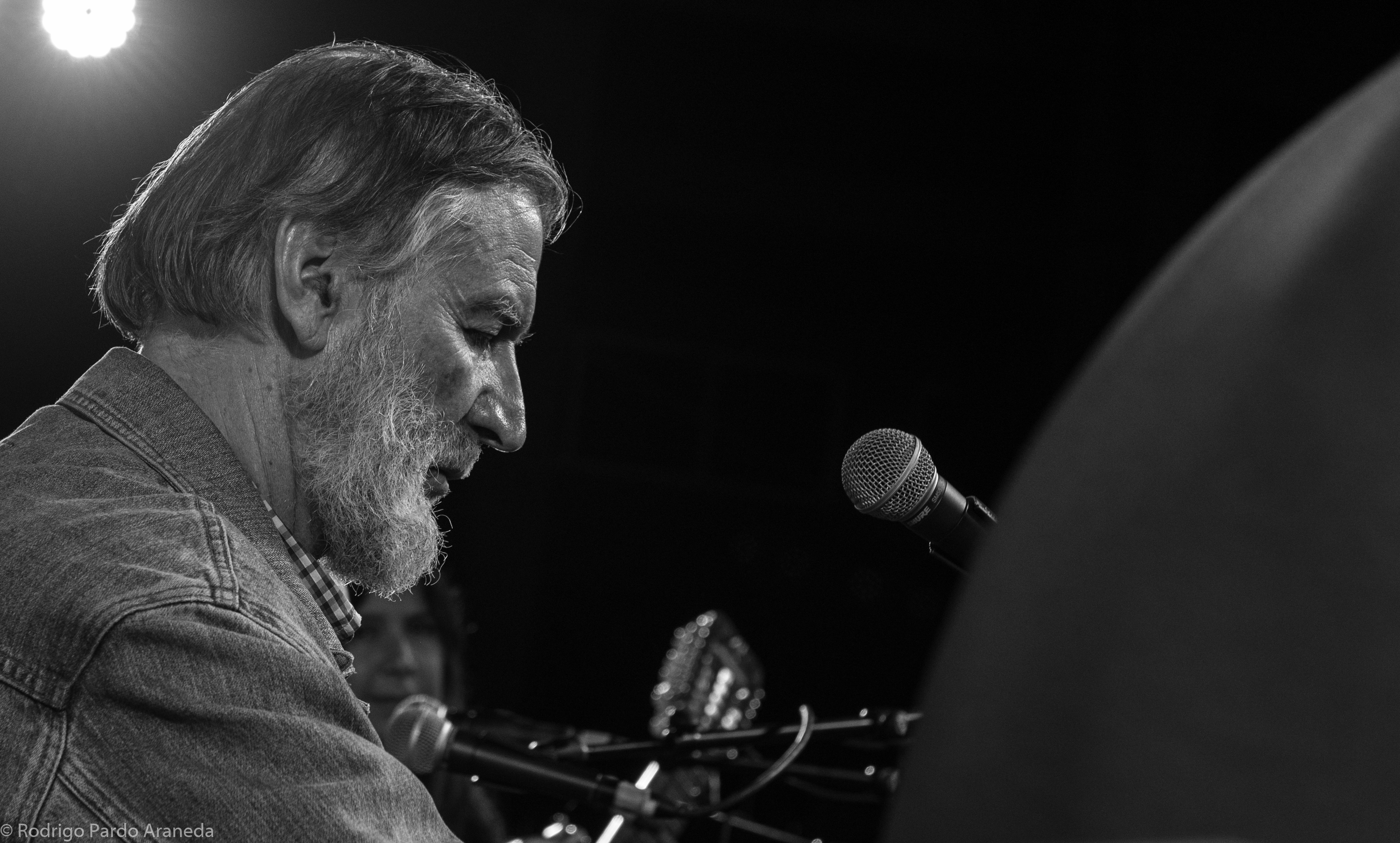
Pedro Yáñez

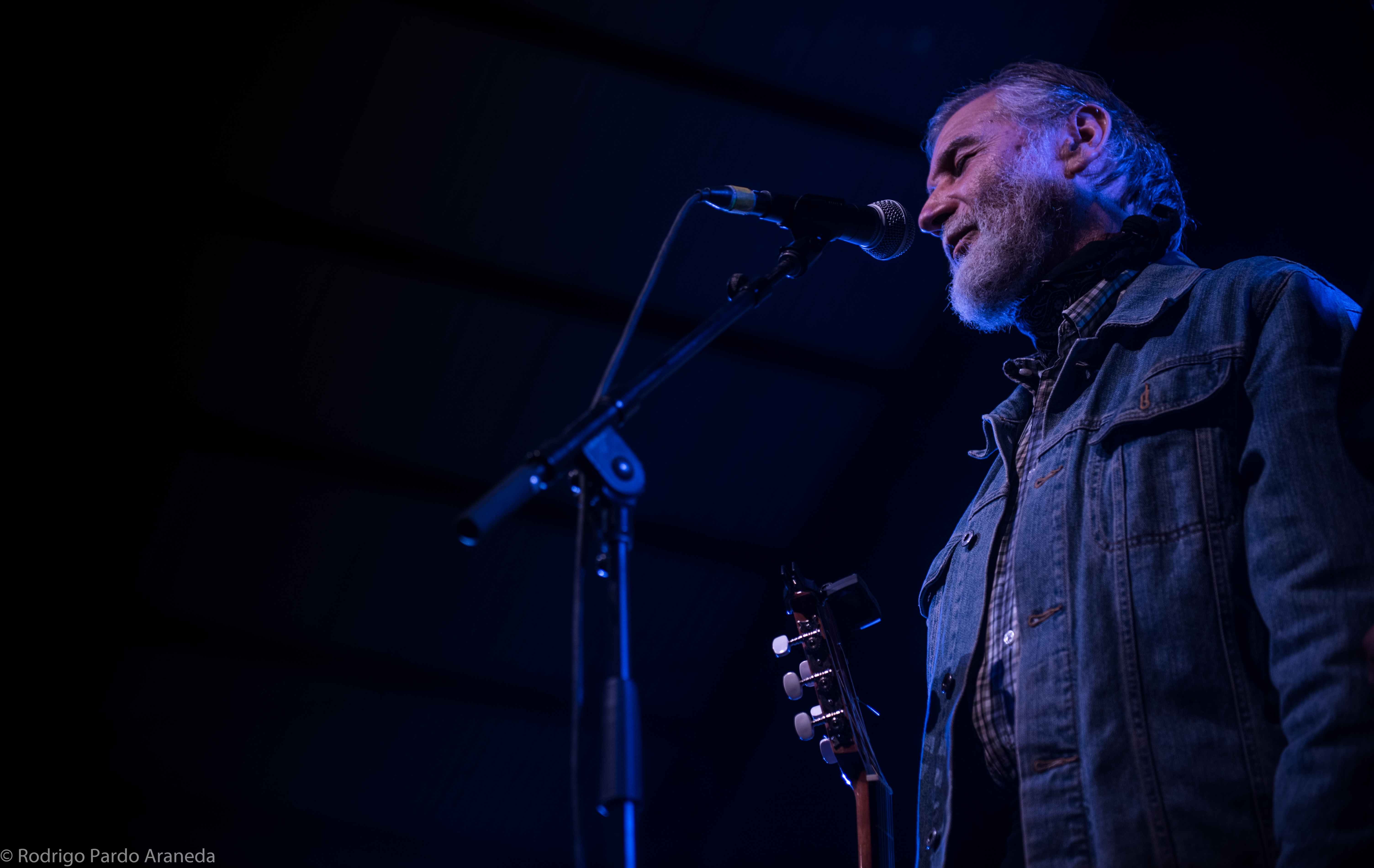
Pedro Yáñez Betancourt

Pedro Yáñez Betancourt (Campanario, 7 de junio de 1946) es un músico y payador chileno.
Fue el primer director y fundador del conjunto folclórico Inti-Illimani en 1967 y del dúo Coirón en 1970. En su larga trayectoria de folclorista, se ha destacado por su aporte cultural y la recopilación del canto popular. Ha sido impulsor de movimientos artísticos como la Nueva Canción Chilena, el Canto nuevo y el Canto a lo Poeta.

## Discografía

### Álbumes de estudio
- 1972 - Primeras décimas como solista
- 1976 - El canto del hombre
- 1981 - Encuentro de payadores (con S. Rubio, Benedicto Salinas y Jorge Yáñez)
- 1986 - Las palabras dormidas
- 1989 - Cuatro payadores chilenos
- 1994 - El jardinero y la flor
- 2001 - El Canto del Hombre (reedición en CD, con Cecilia Astorga)

### Álbumes en directo
- 2002 - Encuentro Internacional de Payadores (con Eduardo Peralta, Manuel Sánchez y Cecilia Astorga y desde Uruguay la participación especial de José Curbelo)

### EP
- 1973 - El embargo / El apolítico

### Colectivos
- 1985 - Chile ríe y canta

### Colaboraciones
- 1971 - Se cumple un año ¡¡¡y se cumple!!! (de varios intérpretes)

## Premios
- 1994 - Premio APES al mejor folclorista
- 1999 - Premio a la Música Presidente de la República, galardón que se entrega por primera vez en el país.
- 2000 - Premio Altazor a las artes nacionales, en el rubro Música de Raíz Folclórica.